# A Thousand Suns Tour
A Thousand Suns Tour fue una gira internacional hecha por la banda californiana Linkin Park, en presentación de su cuarto álbum de estudio A Thousand Suns, lanzado mundialmente en septiembre de 2010.

## Fechas de la gira
| Fecha                   | Ciudad             | País                   | Lugar                            | Evento / Festival                         |
| ----------------------- | ------------------ | ---------------------- | -------------------------------- | ----------------------------------------- |
| Sudamérica              |                    |                        |                                  |                                           |
| 7 de octubre de 2010    | Buenos Aires       | Argentina              | Estadio José Amalfitani          |                                           |
| 9 de octubre de 2010    | Santiago           | Chile                  | Club Hípico                      | Maquinaria Festival                       |
| 11 de octubre de 2010   | Itú                | Brasil                 | Fazenda Maeda                    | Starts With You - Music and Arts Festival |
| Europa                  |                    |                        |                                  |                                           |
| 20 de octubre de 2010   | Berlín             | Alemania               | O2 World                         |                                           |
| 22 de octubre de 2010   | Stuttgart          | Alemania               | Hanns-Martin-Schleyer-Halle      |                                           |
| 23 de octubre de 2010   | Linz               | Austria                | Intersport Arena                 |                                           |
| 25 de octubre de 2010   | París              | Francia                | Palais Omnisports de Paris-Bercy |                                           |
| 26 de octubre de 2010   | Dortmund           | Alemania               | Westfalenhalle                   |                                           |
| 27 de octubre de 2010   | Colonia            | Alemania               | Lanxess Arena                    |                                           |
| 29 de octubre de 2010   | Hamburgo           | Alemania               | O2 World                         |                                           |
| 30 de octubre de 2010   | Herning            | Dinamarca              | MCH Arena                        |                                           |
| 1 de noviembre de 2010  | Zúrich             | Suiza                  | Hallenstadion                    |                                           |
| 2 de noviembre de 2010  | Fráncfort del Meno | Alemania               | Festhalle                        |                                           |
| 4 de noviembre de 2010  | Mánchester         | Reino Unido            | MEN Arena                        |                                           |
| 5 de noviembre de 2010  | Newcastle          | Reino Unido            | Metro Radio Arena                |                                           |
| 7 de noviembre de 2010  | Madrid             | España                 | Puerta De Alcalá                 | MTV Europe Music Awards                   |
| 9 de noviembre de 2010  | Birmingham         | Reino Unido            | LG Arena                         |                                           |
| 10 de noviembre de 2010 | Londres            | Reino Unido            | O2 Arena                         |                                           |
| 11 de noviembre de 2010 | Londres            | Reino Unido            | O2 Arena                         |                                           |
| Asia                    |                    |                        |                                  |                                           |
| 13 de noviembre de 2010 | Abu Dabi           | Emiratos Árabes Unidos | Circuito Yas Marina              | Formula 1 Grand Prix                      |
| 15 de noviembre de 2010 | Tel Aviv           | Israel                 | Hayarkon Park                    |                                           |
| Oceanía                 |                    |                        |                                  |                                           |
| 3 de diciembre de 2010  | Brisbane           | Australia              | Brisbane Entertainment Centre    |                                           |
| 7 de diciembre de 2010  | Perth              | Australia              | Burswood Dome                    |                                           |
| 9 de diciembre de 2010  | Adelaida           | Australia              | Adelaide Entertainment Centre    |                                           |
| 11 de diciembre de 2010 | Sídney             | Australia              | Acer Arena                       |                                           |
| 13 de diciembre de 2010 | Melbourne          | Australia              | Rod Laver Arena                  |                                           |
| Norteamérica            |                    |                        |                                  |                                           |
| Enero-abril             | Muy pronto         | Muy pronto             | Muy pronto                       | Muy pronto                                |

## Lista de canciones
- Datos: Q1612105